# Alva (Florida)
Alva is een plaats (census-designated place) in de Amerikaanse staat Florida, en valt bestuurlijk gezien onder Lee County.

## Demografie
Bij de volkstelling in 2000 werd het aantal inwoners vastgesteld op 2182.

## Geografie
Volgens het United States Census Bureau beslaat de plaats een oppervlakte van
48,7 km², waarvan 46,5 km² land en 2,2 km² water.